# Classifica combinata (Vuelta a España)
La classifica combinata della Vuelta a España (es. Clasificación combinada) è stata una delle classifiche accessorie della corsa a tappe spagnola dal 1970 al 2018. Il simbolo distintivo era la maglia bianca.

## Storia
Questa speciale graduatoria teneva conto delle tre principali classifiche della corsa: generale, della montagna e classifica a punti.
Venne istituita nell'edizione 2002, come Classifica della regolarità (es. Clasificación de la regularidad), per poi diventare Classifica combinata già dall'edizione successiva. Il leader indossava la maglia bianca, che al Tour de France, al Giro d'Italia e dalla Vuelta a España 2019 viene indossata dal miglior piazzato in classifica dei giovani.
Per come è organizzato il meccanismo d'assegnazione dei punti per questa speciale classifica, colui che indossa la maglia bianca risulta essere, molto spesso anche se non sempre, vincitore di un'altra classifica: in 15 edizioni della Vuelta, solo 3 volte (2002, 2003 e 2015) il corridore vincitore di questa speciale classifica non è risultato primo in un'altra; nelle altre 12 occasioni abbiamo 11 vincitori di Vuelte (nel 2007 Men'šov fece addirittura tripletta con la classifica scalatori), mentre nel 2012 Valverde conquistò la classifica a punti.

## Albo d'oro
| Anno      | Corridore             | Squadra                   | Punti | Altre classifiche                |
| --------- | --------------------- | ------------------------- | ----- | -------------------------------- |
| 1970      | Guido Reybrouck       | Germanvox-Wega            |       | Punti                            |
| 1971      | Cyrille Guimard       | Fagor-Mercier-Hutchinson  |       | Punti Traguardi volanti          |
| 1972      | José Manuel Fuente    | KAS-Kaskol                |       | Generale Scalatori               |
| 1973      | Eddy Merckx           | Molteni                   |       | Generale Punti Traguardi volanti |
| 1974      | José Luis Abilleira   | La Casera-Peña Bahamontes |       | Scalatori                        |
| 1975-1985 | non disputata         |                           |       |                                  |
| 1986      | Sean Kelly            | KAS                       |       | Punti                            |
| 1987      | Laurent Fignon        | Système U                 |       | -                                |
| 1988      | Sean Kelly            | KAS-Canal 10              |       | Generale Punti                   |
| 1989      | Óscar de Jesús Vargas | Postobón                  |       | Scalatori                        |
| 1990      | Federico Echave       | CLAS-Cajastur             |       | -                                |
| 1991      | Federico Echave       | CLAS-Cajastur             |       | -                                |
| 1992      | Tony Rominger         | CLAS-Cajastur             |       | Generale                         |
| 1993      | Jesús Montoya         | Amaya Seguros             |       | -                                |
| 1994-2001 | non disputata         |                           |       |                                  |
| 2002      | Roberto Heras         | US Postal Service         | 9     | -                                |
| 2003      | Alejandro Valverde    | Kelme-Costa Blanca        | 9     | -                                |
| 2004      | Roberto Heras         | Liberty Seguros           | 6     | Generale                         |
| 2005      | Roberto Heras         | Liberty Seguros           | 9     | Generale                         |
| 2006      | Aleksandr Vinokurov   | Astana                    | 8     | Generale                         |
| 2007      | Denis Men'šov         | Rabobank                  | 4     | Generale Scalatori               |
| 2008      | Alberto Contador      | Astana Team               | 6     | Generale                         |
| 2009      | Alejandro Valverde    | Caisse d'Epargne          | 7     | Generale                         |
| 2010      | Vincenzo Nibali       | Liquigas-Doimo            | 9     | Generale                         |
| 2011      | Chris Froome          | Sky Procycling            | 16    | Generale                         |
| 2012      | Alejandro Valverde    | Movistar Team             | 8     | Punti                            |
| 2013      | Chris Horner          | RadioShack-Leopard        | 5     | Generale                         |
| 2014      | Alberto Contador      | Tinkoff-Saxo              | 6     | Generale                         |
| 2015      | Joaquim Rodríguez     | Team Katusha              | 16    | -                                |
| 2016      | Nairo Quintana        | Movistar Team             | 8     | Generale                         |
| 2017      | Chris Froome          | Team Sky                  | 5     | Generale Punti                   |
| 2018      | Simon Yates           | Mitchelton-Scott          | 11    | Generale                         |